# كارين هاندل
كارين كريستين هاندل (اسم الولادة: ووكر؛ من مواليد 18 أبريل 1962)، سياسية أمريكية وسيدة أعمال سابقة. تنتمي إلى الحزب الجمهوري، شغلت عدة مناصب عامة، من بينها رئاسة مجلس مفوضي مقاطعة فولتون بين عامي 2003 و2006، ثم منصب وزيرة خارجية ولاية جورجيا من 2007 إلى 2010، كما مثّلت ولايتها في مجلس النواب الأمريكي خلال الفترة من 2017 إلى 2019.
في عام 2010، ترشحت كارين هاندل لمنصب حاكم ولاية جورجيا، لكنها خسرت الانتخابات التمهيدية للحزب الجمهوري بفارق ضئيل أمام ناثان ديل، الذي انتقدها بسبب مواقفها المؤيدة لحقوق الشواذ وحق الإجهاض.
وفي عام 2011، عُيّنت هاندل في منصب نائبة أولى لرئيس السياسات العامة في مؤسسة سوزان جي. كومن للعلاج، وهي مؤسسة خيرية تُعنى بمكافحة سرطان الثدي. خلال تولّيها هذا المنصب، دفعت هاندل المؤسسة إلى قطع التمويل المخصص لفحوصات سرطان الثدي التي تُجريها منظمة تنظيم الأسرة، ويُعتقد أن هذا القرار جاء نتيجة مواقفها الشخصية المعارضة للإجهاض.
وقد أثار القرار جدلًا واسعًا وتسبب في تسييس المؤسسة الخيرية، ما أدى في نهاية المطاف إلى استقالة هاندل من منصبها في فبراير 2012.
في عام 2017، أصبحت كارين هاندل أول امرأة من الحزب الجمهوري في جورجيا تُنتخب لعضوية الكونغرس، وذلك بعد فوزها في انتخابات خاصة لشغل المقعد الشاغر في الدائرة السادسة للكونغرس في الولاية.
غير أنها خسرت مقعدها في الانتخابات العامة لعام 2018 بفارق بسيط لصالح المرشحة الديمقراطية لوسي ماكباث [الإنجليزية]. وفي الانتخابات المعادة التي جرت في 3 نوفمبر 2020، واجهت هاندل ماكباث مرة أخرى، لكنها هُزمت للمرة الثانية، مسجّلة نسبة أصوات أقل مما حصلت عليه في عام 2018.